# V.Smile
La V.Smile est une console de jeu vidéo de sixième génération sortie dans le monde entier le 4 août 2004, conçue et commercialisée par VTech. Ses jeux se présentent sous la forme de cartouches appelées Smartridges pour rappeler le caractère éducatif de la console, et la console était souvent vendue sous la forme d'un pack avec un jeu intégré. Elle est sortie aux États-Unis au prix de 65 $. Succès pour VTech en 2006, meilleure vente en valeur du marché du jouet.
Pensée pour les enfants âgés de 3 à 6 ans, elle offre un logiciel élaboré pour plusieurs groupes d'âge situés entre 3 et 9 ans. S’appuyant sur sa fonction éducative, la console propose de nombreux jeux dérivés d'univers connus des enfants, comme ceux de Disney ou celui de Dora l'exploratrice. La console se reconnait aussi à sa manette originale qui proposait 5 boutons et un joystick, en forme de patte de chien.

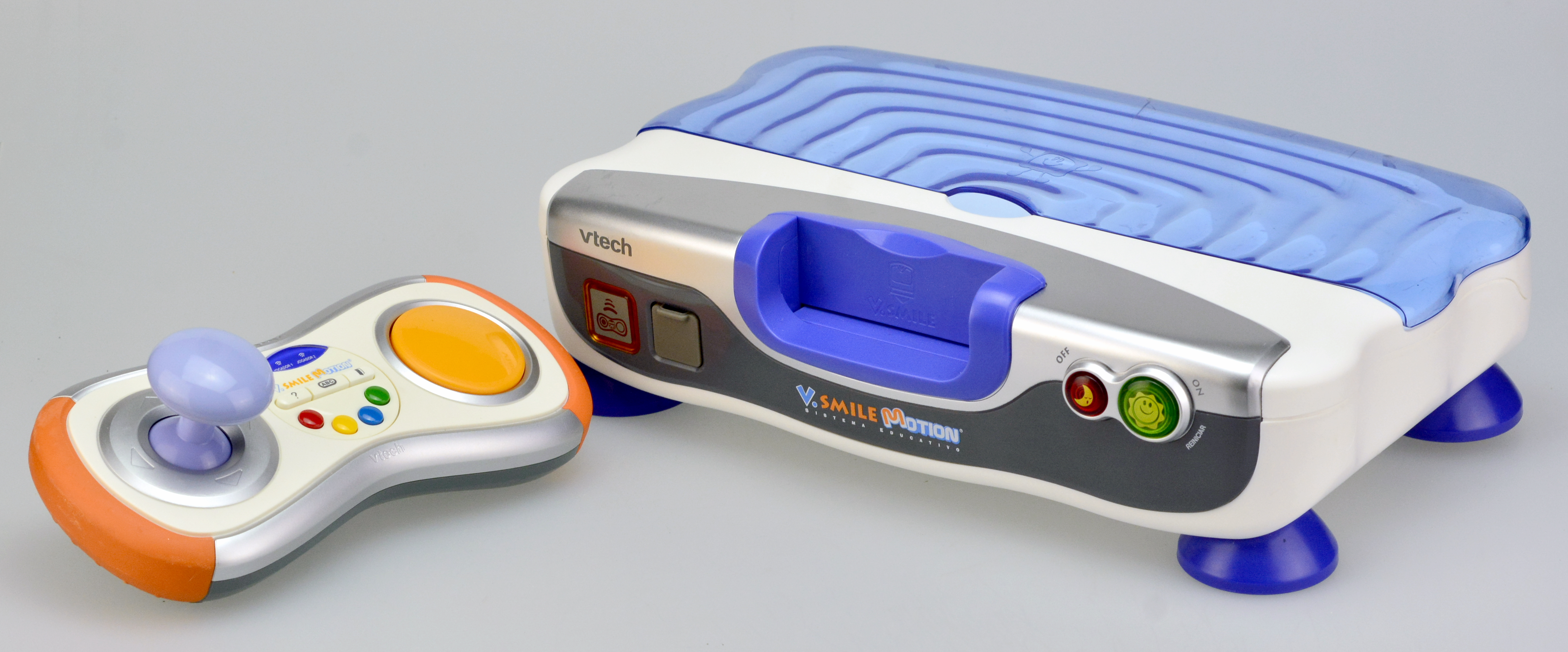
V.Smile

## Console
Une console V.Smile dispose d'un bouton d'allumage et d'un bouton d'arrêt, de deux ports joystick, ainsi que d'un compartiment pour stocker les cartouches. À l'origine uniquement disponible en orange et pourpre livrée avec un jeu Winnie l'ourson, une console rose et violette sortira plus tard, ciblant les filles et livrée avec un jeu Cendrillon. Ensuite un modèle rouge et bleu avec le jeu Scooby-Doo.
Les boutons sur la console et les contrôleurs sont grands et pensés pour être facilement accessibles aux enfants. Le contrôleur par défaut se compose d'un joystick, quatre boutons de couleur, une grande touche Entrée, un bouton qui invite immédiatement le lecteur à une section mini-jeu de la cartouche, un bouton Quitter et un bouton d'aide.
Une deuxième génération de V.Smile est lancée en 2007. Ce modèle est livré avec un microphone et une manette qui est redessinée et équipée d'une tablette graphique. Toutefois, la conception de la console est la même que la première génération, en dehors de la présence d'un support de microphone. Elle sera fournie avec un jeu Oui-Oui, détective d'un jour ou le jeu Ratatouille. Un modèle rouge et argent sortira livré avec un jeu Cars : Quatre roues. Comme pour la première génération, une version ciblant les filles sort en rose et violet (étrangement le micro est resté de couleur bleu) avec le jeu Dora l'Exploratrice.
En 2008, une édition limitée translucide V.Smile TV système d'apprentissage est vendue, comprenant deux manettes et le jeu d'aventure Alphabet Park.
Une édition V.Smile Pro existe avec le jeu Scooby-Doo !  Il cible alors le public des 6-11 ans. C'est le "système ludo-éducatif 3D" comme le désigne Vtech. Ce modèle est livré avec un joypad filaire plus classique ne reprenant pas le style "patte de chien" avec un joystick analogique et quatre boutons. Les cartouches de jeux sont spécifiques. Elle reprend les licences Spiderman, Cars, Scooby-Doo et aussi Bob l'éponge.
Une édition sortira sous le nom de V.Smile Motion (modèle 788), qui reprend la forme de la coque mais avec une manette sans fil possédant un capteur de mouvements. La console sera fournie avec un jeu The world of cars de la série Cars ou La maison de Mickey de Disney. Le packaging diffère alors à chaque fois.
Fin 2010, la production de la console s'arrête. Elle fut un succès dès le départ, car elle dépasse les 10 000 exemplaires vendus. C'est la Mobigo qui lui succède, une console avec plus de fonctions pour les 3-8 ans. Elle a pour slogan: "l'apprentissage ludique au bout des doigts". Portable, elle est composée d'un petit écran et de deux boutons jaunes, et d'un petit clavier à l'intérieur de sa coque. Il existe deux versions: une bleue avec le jeu Shrek 4 inclus et une rose avec Cendrillon. Elle ressemble à une Gameboy pocket avec une coque plastique plus imposante. Les cartouches de jeu reprennent les licences précédentes comme Ben 10 ou Shrek 4.
La V.Smile a une version portable, la V.Smile Pocket.
Il existe aussi une version bébé V.Smile baby, pour les enfants à partir de 9 mois. La console est pensée pour être très simple d'utilisation: la cartouche s'insère dans la fente de la console reliée à la TV. L'enfant joue sur le tableau d’activités et interagit avec les images dans un processus d'apprentissage où il est d’abord accompagné par ses parents, puis peut progressivement jouer de façon autonome. Dans un univers très coloré et musical, l'enfant découvre les animaux, les couleurs, les formes, la musique, la langue des signes Bébé. Les graphismes sont simples et les animations lentes avec des personnages familiers. La liaison est sans fil entre la console et le tableau d’éveil. Trois modes de jeu sont présents pour permettre à l'enfant de progressivement évoluer de 12 mois à 3 ans: je joue-je découvre-j’apprends avec ou sans la TV. La console ressemble à sa grande sœur, mais est très simplifiée avec des gros boutons. La manette appelée "tableau d'activités" est constituée de cinq boutons représentant cinq formes (étoile, carré, cercle, cœur et triangle) ainsi qu'un bouton bleu et une boule bleue permettant la navigation. Ainsi qu'un port de cartouche indépendant très sobre avec deux boutons, à brancher sur l'écran.

## Jeux
Inclus avec la console, les premières cartouches Smartridges étaient Winnie L'ourson (pour la France) et Alphabet Park (États-Unis). Elle disposait aussi de jeux éducatifs dit "contenu éducatif" ou "apports éducatifs" peu coûteux et attractifs pour un jeune public. La majorité des cartouches utilisées par la V.Smile impliquent des personnages sous licence populaire auprès des enfants dans le groupe d'âge cible de 3 à 7 ans, tels que Scooby-Doo, Bob le Bricoleur, La Petite Sirène et Go Diego Go!. Des personnages animés de films apparaissent également, dont Kung Fu Panda, Ratatouille, Le Monde de Nemo et Cars. La console propose aussi des personnages moins commerciaux ou traditionnels dans les jeux comme Le Petit Chaperon rouge.
Les Smartriges sont étiquetées selon l'âge recommandé du joueur. Deux principales catégories se présentent : «Junior» (4-6 ans) et «Master Minds» (6-8 ans). Il y a aussi des jeux pour débutants avec des tranches d'âge de 3 à 5 ans, et des jeux avancés pour les 6 à 9 ans, comme Bob l'Eponge : Un jour dans la vie d'une éponge. Le contenu éducatif et la difficulté du jeu correspondent à l'âge approprié.
Certains titres peuvent inclure le texte « version nouvelle et améliorée » sur les jaquettes. Ce sont des versions mises à jour des titres de jeux existant qui incluent désormais un microphone et / ou une tablette tactile.

### Liste des jeux
La console compte environ 45 jeux compatibles.
- ABC Land aventure
- Barney: The Land of Make Believe
- Batman: Gotham City Rescue
- Sesame Street: Bert and Ernie's Imagination Adventure
- Blue's Clues: Collection Day
- Bob le Bricoleur : Les p'tits chantiers de Bob
- Care Bears: A Lesson in Caring
- Cars : Quatre roues
- Cendrillon : Le Rêve enchanté de Cendrillon
- Cranium Partyland Park
- Dora l'exploratrice : Les Aventures de Dora apprentie mécano
- Elmo's World: Elmo's Big Discoveries
- Football Challenge
- Go, Diego : A la rescousse des animaux !
- Manny et ses outils
- Jammin' Gym Class
- Kung Fu Panda: Path of the Panda
- Là-haut
- Lil' Bratz: Friends, Fashion and Fun
- Little Einsteins
- Little Mermaid: Ariel's Majestic Journey
- Mickey Mouse: Mickey's Magical Adventure
- Mission pilote
- Les Mélodilous : Les explorateurs vikings
- Le Monde de Nemo : Nemo à la découverte de l'océan
- Oui-Oui : Détective d'un jour
- Ratatouille : Les nouvelles recettes de Rémy
- Le Roi Lion : Simba découvre la jungle
- Scooby-Doo : Panique à Funland
- Shrek: Dragon's Tale
- Shrek the Third: Arthur's School Day Adventure
- Smart Keyboard
- Spider-Man et ses amis : Le défi du docteur Ock
- Spider-Man et ses amis : Missions secrètes
- SpongeBob SquarePants: A Day in the Life of a Sponge
- Studio de dessin
- Superman: The Greatest Hero
- Thomas & Friends: Engines Working Together
- Tinker Bell
- Toy Story 2: Buzz à la rescousse !
- Wall-E
- Whiz Kid Wheels
- The Wiggles: It's Wiggle Time!
- Wow! Wow! Wubbzy! Attack of the 50 Foot Fleegle
- Zayzoo: An Earth Adventure
- Zézou : Notre ami venu d'ailleurs

## V.Smile Pocket et V.Smile Cyber Pocket
La V.Smile Pocket est une version portable de la console V.Smile. Cette console a deux versions, une version orange et bleu, et une version fille rose et violet. La console utilise une grosse pile rechargeable sur un chargeur externe, et ne peut être rechargée sur la console.
Une seconde génération V.Smile Pocket est sortie en 2007, avec un microphone. Le système de jeu avec ses deux écrans, un écran tactile et un écran supérieur, ressemble à la DS de Nintendo, mais les prix des cartouches étaient proposées dans de nombreux magasins à des prix nettement plus bas que les cartouches de Nintendo.
Une troisième génération de V.Smile Pocket est sortie en 2008, appelé V.Smile Cyber Pocket, la console a été redessinée avec un écran plus petit et intègre une tablette graphique, un microphone qui était déjà présent dans la seconde génération V.Smile Pocket. Ajout aussi d'un port flash card propriétaire appelé le “V-Link”. Le système permettait une connexion avec un ordinateur personnel pour des mises à jour sur le site web de Vtech. Elle permet aussi d'enregistrer la progression des joueurs et le déblocage des bonus.

## Accessoires
- Le système V Smile TV Learning Plus Joystick intègre un pavé d'écriture et le stylet. Le joystick avec l'écriture fonctionne aussi bien sur V. Smile original et le nouveau V. Smile TV système d'apprentissage.
- Le clavier V Smile Smart est un clavier de type PC qui peut être connecté à une console V.Smile. Il comprend plusieurs activités et les leçons qui enseignent la dactylographie, lettres, orthographe, et la logique.
- Le Smartbook Smile V comprend les "Smartbook" - une interface avec un stylet qui ressemble à un livre d'activités. Le livre d'activité est compatible avec les cartouche Smartridge. Le Smartbook sait quelle page est utilisé lorsque le stylet tactile est utilisé. Le Smartbook peut être empaqueté avec Scooby Doo Activity Book + smartridge. Des cahiers d'activités comme Dora a obtenu un chiot ou Toy Story 2 sont également disponibles pour une utilisation avec le périphérique smartbook.
- Le Studio Art V Smile est un pavé tactile avec un dispositif de grande stylet qui permet aux «tableaux» à apparaître sur l'écran. Parmi les options disponibles, il y a les timbres interactifs, palette de couleurs, dessin image, mélange de couleurs, machine animation et le de coloriage. Il est vendu avec un studio d'art spécifiques smartridge.
- Le V-Link est un accessoire qui ne fonctionne qu'avec le Pocket Cyber, PC Paypal, V-Motion systèmes, et quelques-uns des plus récents Vsmiles. Il permet à l'utilisateur de suivre leurs progrès en gardant l'accessoire branché sur la console de jeu où il suit automatiquement le progrès d'un enfant et les scores. En branchant le lien en USB d'un PC sur le port et il est conçu pour automobiles pour se connecter à un site Web sécurisé où l'enfant peut voir comment ils se classent tous les joueurs qui utilise aussi V-Link. Comme les enfants jouent plus de leur Smartridges et maitriser plus de compétences, ils sont récompensés par des jeux de bonus en ligne qui sont "débloqués" par leurs progrès.
- Le Smile V Gym Class Jammin est similaire à un tapis de danse rendu populaire par Dance Dance Revolution. Il est appelé « tapis d'exercice faible pour le jeu interactif, la danse et l'exercice » par VTech. Il comprend 10 différentes activités d'apprentissage actif et se connecte directement soit à au V. Smile TV système d'apprentissage ou la V. Smile V-Motion avec la classe Jammin'Gym cartouche. Permet d'enseigner les lettres, chiffres, couleurs, orthographe, et les concepts de santé.

## Critiques
Bien que la commercialisation de la V.Smile se fit sur les potentiels apports pédagogiques apportés par la console, cette dernière fut la cible de nombreuses critiques. L'Académie américaine de pédiatrie et les National Institutes of Health pointèrent du doigt la V.Smile Baby,  un produit destiné aux très jeunes enfants âgés de neuf mois à trois ans, en arguant que ce produit n'aiderait en aucun cas les très jeunes enfants à apprendre. Selon ces instituts, les jeunes enfants, jusqu'à l'âge de deux ans au minimum, ne comprennent pas ce qu'il se passe sur un écran. Ils pointent ainsi du doigt la campagne marketing de V.Tech qui ne reposerait sur aucun argument scientifique.
La qualité des jeux proposés a également été pointée du doigt, regrettant le manque de professionnalisme de certains éditeurs en dehors de Disney Interactive, qui était le seul éditeur réellement connu parmi les entreprises travaillant avec V.Tech dans le développement de jeux dédiés pour les consoles V.Smile. Les critiques pointent du doigt des jeux d'une qualité très moyenne voire médiocre. Le jeu Shrek: Dragon's Tale est notamment connu pour avoir volé plusieurs musiques d'autres jeux, notamment celles de The Legend of Zelda: Ocarina of Time,.
Enfin, l'existence même de la V.Smile fut débattue par de nombreux critiques spécialisés, dans le sens où une console spécialement destinée aux enfants, voire aux très jeunes enfants, n'apporterait aucune plus-value. Ils estiment que les consoles déjà présentes, mais également les ordinateurs ou les technologies portatives comme les smartphones ou les tablettes permettaient l'accès à de nombreux logiciels et jeux éducatifs, et ne nécessitaient donc pas l'achat d'une nouvelle console  destinée aux très jeunes enfants.